# شارلوت كوتن
شارلوت كوتن (بالإنجليزية: Charlotte Cotton)‏ هي مصورة أمريكية، ولدت في 1970.